# Placówka Straży Celnej II linii „Węglowice”

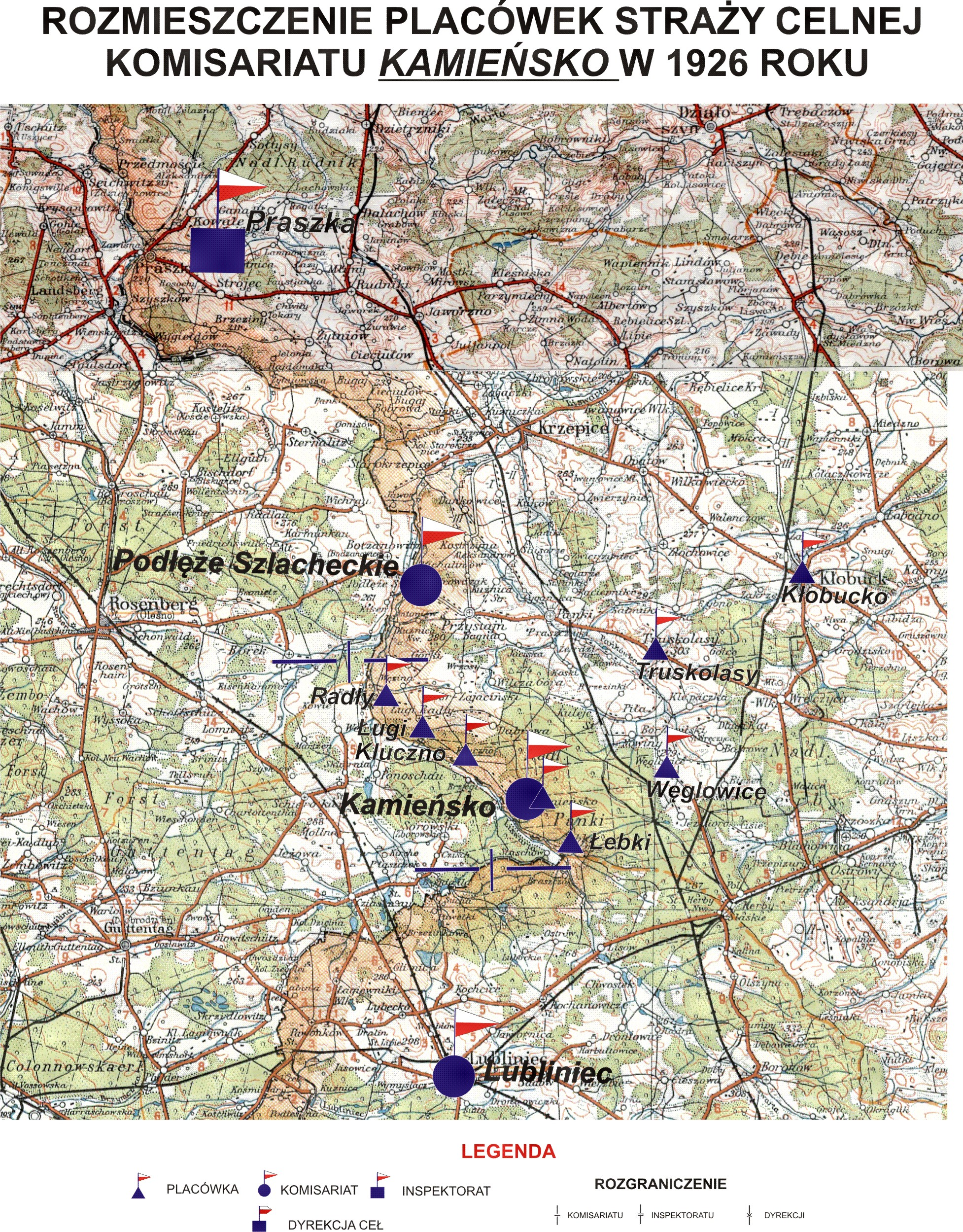
Rozmieszczenie placówek
komisariatu SC „Kamińsko”

Placówka Straży Celnej „Węglowice” – jednostka organizacyjna Straży Celnej pełniąca w okresie międzywojennym służbę ochronną na granicy polsko-niemieckiej.

## Formowanie i zmiany organizacyjne
Na wniosek Ministerstwa Skarbu, uchwałą z 10 marca 1920 roku, powołano do życia Straż Celną. Od połowy 1921 roku jednostki Straży Celnej rozpoczęły przejmowanie odcinków granicy od pododdziałów Batalionów Celnych. Proces tworzenia Straży Celnej trwał do końca 1922 roku. Placówka Straży Celnej „Węgłowce” weszła w podporządkowanie komisariatu Straży Celnej „Kamińsko” z Inspektoratu SC „Praszka”.
W drugiej połowie 1927 roku przystąpiono do gruntownej reorganizacji Straży Celnej. W praktyce skutkowało to rozwiązaniem tej formacji granicznej. Ochronę północnej, zachodniej i południowej granicy państwa przejęła powołana z dniem 2 kwietnia 1928 roku  Straż Graniczna. W strukturach nowo powstałej formacji placówki „Węglowice” nie odtworzono.

## Funkcjonariusze placówki
Kierownicy placówki
| stopień  | imię i nazwisko, numer  | okres pełnienia służby | kolejne stanowisko |
| -------- | ----------------------- | ---------------------- | ------------------ |
| strażnik | Łucjan Piotrowski (852) | był w 1926             |                    |

Obsada personalna placówki w 1926:
- strażnik Łucjan Piotrowski (663)
- strażnik Wacław Merta (176)
- strażnik Wiktor Pańczyk (952)